# Pleißenbach
Der Pleißenbach ist ein linker Zufluss der Chemnitz im sächsischen Landkreis Zwickau und der kreisfreien sächsischen Stadt Chemnitz, Deutschland.
Mit seinen 20 km ist er der längste Zufluss der Chemnitz. 

## Name
Zum ersten Mal in einer Urkunde wird das Fließgewässer mit den Worten „daz waßer dy Plyßen“ im Jahr 1402 erwähnt. Die Deutung des Namens ist unsicher. Möglicherweise besteht ein Zusammenhang mit den litauischen Verben pìlti, pilù „gießen, schütten“ oder dem germanischen Wort flís „Splitter, Fliese“.

## Verlauf
Der Pleißenbach hat seine Quelle in der Gemeinde Callenberg auf der Langenberger Höhe. Er entspringt in einem Waldstück südlich des Callenberger Ortsteils Meinsdorf und nördlich der Bundesautobahn 4 und der Stadt Hohenstein-Ernstthal. 
In Fließrichtung nach Nordosten passiert der Pleißenbach zunächst die Ortsteile Pleißa und Kändler der Stadt Limbach-Oberfrohna und erreicht dort das Gebiet der Stadt Chemnitz. Nachdem der Stadtteil Röhrsdorf passiert wurde, fließt der Pleißenbach in der Nähe des Autobahnkreuzes Chemnitz in Richtung Süden parallel zur Bundesautobahn 72 weiter. Dabei grenzt er an die Fluren von Rabenstein und Rottluff. Nun verläuft der Pleißenbach wieder in östliche Richtung durch die Chemnitzer Stadtteile Rottluff und Altendorf. In Schloßchemnitz speist der Pleißenbach den Schloßteich und wird zugleich unterirdisch westlich und nördlich um diesen herumgeführt. Östlich des Schloßteichs fließt er überwiegend an der Oberfläche weiter und mündet im benachbarten Stadtteil Zentrum in die Chemnitz.